# Simon Hansen (borgmester)
 Der er flere personer med dette navn, se Simon Hansen.
Simon Hansen (født 20. december 1985) er en dansk socialdemokratisk lokalpolitiker, som har været borgmester i Guldborgsund Kommune fra 1. januar 2022.
Simon Hansen har siddet i byrådet siden 2012 og blev Socialdemokratiets spidskandidat ved kommunalvalget 2021 efter Bo Abildgaard. Efter valget, hvor Socialdemokratiet blev det største parti, indgik Simon Hansen en konstitueringsaftale med Dansk Folkeparti, SF og Enhedslisten med ham selv som borgmester og René Christensen (DF) som 1. viceborgmester. Hansen fik 3.342 personlige stemmer efter René Christensen (DF) og John Brædder (Guldborgsundlisten).
Indtil han blev borgmester, var Simon Hansen sagsbehandler. Han bor i Nykøbing Falster sammen med sine tre børn.